# Nalut
Nalut (arabisch نالوت, DMG Nālūt) ist eine Stadt im westlichen Libyen im gleichnamigen Munizip Nalut. Nalut hat etwa 26.000 Einwohner (Berechnung für 2010), in der Mehrzahl Berber.

## Lage
Nalut liegt auf der Route zwischen Zuwara und Ghadames nahe der Grenze zu Tunesien in einer Höhe von etwa 630 Metern ü. d. M. Die Entfernung zur Hauptstadt Tripolis beträgt ca. 320 Kilometer.

## Ortsbild
In den vergangenen Jahren wurde Nalut stark ausgebaut. Die Altstadt ist dagegen – anders als in Ghadames – fast gänzlich aufgegeben worden und verfällt.

## Sehenswürdigkeiten

### Ksar
In Nalut steht eine Speicherburg (ksar), die zur besseren Verteidigung oberhalb des Ortes an einem Steilabbruch des Djebel Nafusa errichtet wurde. In ihren gewölbten Lagerkammern (ghorfas) wurden in früheren Zeiten Lebensmittelvorräte (Getreide, Öl, Datteln, Trockenobst etc.) und andere häusliche oder landwirtschaftliche Gerätschaften eingelagert, wenn ein Großteil der Bevölkerung während der Sommermonate mit den Viehherden (Schafe und Ziegen) in den höhergelegenen – und deshalb weniger trockenen – Bergregionen umherzog (Transhumanz). Während dieser Zeit blieb eine Wachmannschaft im Ksar zurück. Häufig dienten diese Speicherburgen auch als Rast- und Handelsplätze für Karawanen, was jedoch für Nalut aufgrund der exponierten Lage und eines weiteren Ringes mit Speicherkammern im Innern auszuschließen ist.

### Moschee
Sehenswert ist auch die verlassene Altstadt mit ihren engen Gassen und verfallenen Lehmhäusern. Eine architektonische Besonderheit ist die alte Moschee aus dem Jahr 1312 mit ihrem windturmartigen Aufbau sowie den einfachen, teilweise durchbrochenen, Stützen und einem Brunnen im Innern (siehe Weblinks).

## Sonstiges
Während des Bürgerkriegs in Libyen 2011 erklärten Aufständische am 19. Februar die Stadt für befreit. Die Stadt nimmt eine wichtige strategische Position an der Straße vom Grenzübergang Dahibah/Wazin nach Sintan ein.